# Топар (селище)
Топа́р (каз. Топар) — селище у складі Абайського району Карагандинської області Казахстану. Адміністративний центр та єдиний населений пункт Топарської селишної адміністрації.
Населення — 9329 осіб (2021; 9314 у 2009, 9565 у 1999, 10490 у 1989).
Знаходиться за 50 кілометрів від Караганди. Засноване 1953 року в зв'язку з будівництвом Карагандинської ГРЕС-2.
Залізнична станція. Карагандинська ГРЕС-2. Завод залізобетонних виробів конструкцій. Тепличний комплекс по вирощуванню овочів. Три середні школи. ПТУ. Спасо-Преображенська церква РПЦ.
У селищі народився Проскуряков Олег Альбертович — міністр екології та природних ресурсів України (2012-2014).